# Church Lawton
Church Lawton is een civil parish in het bestuurlijke gebied Cheshire East, in het Engelse graafschap Cheshire met 2197 inwoners.